# Yang Yilin
Yang Yilin, em chinês simplificado: 楊伊琳, (Guangdong, 26 de agosto de 1992) é uma ginasta chinesa que compete em provas de ginástica artística.
Yang fez parte da equipe chinesa que disputou e conquistou a medalha de ouro por equipes nos Jogos Olímpicos de 2008 em Pequim, foi bronze no concurso geral e bronze nas barras assimétricas. Seu aparelho de melhor desempenho são as barras assimétricas, embora tenha preferência pelas competições do individual geral.[carece de fontes?]

## Carreira
Yang Yilin iniciou na ginástica em 1998, aos seis anos de idade, no National Team.
Em 2007, Yang tornou-se uma ginasta sênior, ao participar do Campeonato Mundial em Stuttgart, onde conquistou duas medalhas: uma de prata, por equipes - ao lado de Cheng Fei, Jiang Yuyuan, Li Shanshan Sha Xiao e He Ning - e um bronze nas barras assimétricas, além de encerrar o evento do individual geral na sexta posição. No ano seguinte, participou de algumas etapas da Copa do Mundo, nas quais conquistou medalhas. Na primeira delas, em Tianjin, a ginasta conquistou duas: uma de ouro nas barras assimétricas, sob o score de 16,925, a frente da russa Ksenia Afanasyeva, e a outra de prata, no solo. Neste mesmo ano, nos Jogos Olímpicos, em Pequim, Yilin, mais uma vez ajudou a equipe chinesa a conquistar uma medalha, dessa vez, de ouro, superando as norte-americanas e as romenas, prata e bronze, respectivamente. No individual geral, a atleta conquistou um bronze, sob a nota total de 62,650, atrás das norte-americanas Nastia Liukin e Shawn Johnson, medalhistas de ouro e prata.
Na final das paralelas assimétricas, para a qual se classificou com a maior nota, a ginasta pôde performar sua forte rotina (7,8) e, como não cometeu erros graves, totalizou 16,650 tornando-se a medalhista de bronze. Nastia Liukin e Kexin He completaram o pódio desta edição, com prata e ouro, respectivamente. Antes mesmo dos Jogos Olímpicos se iniciarem, uma dúvida inquietou a ginástica artística, envolvendo a jovem Yang e suas companheiras de equipe: a idade limite. Muitos achavam que as ginastas não tinham a idade mínima para o evento, que é de dezesseis anos. Contudo, diante de toda a regular documentação das jovens ginastas, a dúvida fora esclarecida. Com isso, não só Yilin, mas toda a equipe feminina, puderam manter suas medalhas conquistadas.
Em outubro do ano seguinte, a ginasta participou do Mundial de Londres, na Inglaterra. Nele, foi à final do all around, na qual encerrou como sexta colocada geral e primeira entre as chinesas, a frente de Deng Linlin. Nos aparelhos, suas quedas da trave retiraram possibilidades de pódio. Ao somar 13,125, encerrou na oitava colocação. Em 2010, na disputa da etapa de Gante da Copa do Mundo, competiu em duas finais, sendo medalhista de prata na trave, superada pela romena Ana Porgras e quarta colocada nas assimétricas, somando apenas 13,750 pontos.

## Principais resultados
| Ano  | Evento                                    | AA                | Equipe            | Salto sobre o cavalo | Trave            | Barras assimétricas | Solo |
| ---- | ----------------------------------------- | ----------------- | ----------------- | -------------------- | ---------------- | ------------------- | ---- |
| 2007 | Campeonato Mundial de Ginástica Artística | 6º                | Medalha de prata  |                      |                  | Medalha de bronze   |      |
| 2008 | Jogos Olímpicos                           | Medalha de bronze | Medalha de ouro   |                      |                  | Medalha de bronze   |      |
| 2009 | Campeonato Mundial de Ginástica Artística | 6º                |                   |                      | 8º               |                     |      |
| 2010 | Copa do Mundo - Gante                     |                   |                   |                      | Medalha de prata | 4º                  |      |
| 2010 | Campeonato Mundial de Ginástica Artística |                   | Medalha de bronze |                      |                  |                     |      |
| 2010 | Jogos Asiáticos                           |                   | Medalha de ouro   |                      |                  |                     |      |